# Johan Roxström
Johan Roxström, född 15 april 1985, är en svensk fotbollsspelare. Rockström spelar 2021 i Svenska Futsalligan för Norrköping Futsal Klubb, och har tidigare spelat i klubbar såsom IFK Norrköping och IF Sylvia.